# 貝弗利山莊 (密歇根州)
貝弗利山莊（英語：Beverly Hills）是位於美國密歇根州奧克蘭縣紹斯菲爾德鎮區的一個村。

## 人口
根據2020年美國人口普查的數據，貝弗利山莊的面積為10.47平方千米，當中陸地面積為10.43平方千米，而水域面積為0.04平方千米。當地共有人口10584人，而人口密度為每平方千米1,010人。